# مسجد تشيوفو
مسجد تشيوفو (بالصينية 曲阜市清真寺: بالبينيين Qūfù Shì Qīngzhēnsì)، يقع مسجد تشيوفو في مدينة تشيوفو التابعة لمقاطعة شاندونغ في الصين.